# Maesa hooglandii
Maesa hooglandii är en viveväxtart som beskrevs av Herman Otto Sleumer. Maesa hooglandii ingår i släktet Maesa och familjen viveväxter. Inga underarter finns listade i Catalogue of Life.